# 平野レミの早わざレシピ
『平野レミの早わざレシピ』（ひらのれみのはやわざレシピ）は、2015年から放送されているNHK総合テレビの特別番組である。平野レミの冠番組。

## 概要
料理愛好家の平野レミが簡単で美味しい料理を、生放送中につぎつぎと作っていく番組。年末年始や祝日・振替休日を中心に、年2-3回放送される。第7弾まではサブタイトルが付けられていたが、以降は基本的に「平野レミの早わざレシピ! 20○○年◇」（◇は「初春」「夏」など季節などの言葉）のタイトルで放送される。放送時間帯は休日に放送休止となる『あさイチ』の時間帯が基本で、「スペシャル」のタイトルでゴールデンタイムに放送されたことも2回ある。
「ニンニクをボウルで叩く」「直立に盛り付け」などのお約束があり、SNSなどでその豪快な料理ぶりが毎回話題になっている。決められた時間内で多数の料理を制作するため、進行を補助するスタッフ（通称「妖精さん」）10人以上で後片付けや試食用料理の制作などをサポートしている。初回からディレクターを務める遠藤秀一郎（千代田ラフト）は、「『オレたちひょうきん族』や『8時だョ!全員集合』といった昔のお笑い番組のように、大人がドタバタ、ワーワーやっているテレビらしい楽しさが伝わっていたらうれしい」と述べている。
番組内で作られたレシピの一部は公式サイト内で公開されている。

## 出演者
- 平野レミ[3]
- 中山秀征 - 試食時等の進行。全ての回に出演。
- 澤部佑（ハライチ） - 2023秋を除く全ての回に出演。2025夏は遅刻のため5分程度遅れて出演。最初のオープニングはスタッフが務めた。
- 和田明日香 - アシスタント。2022初春以降出演。当初は後半のみ出演していたが、現在はオープニングも含め前半・後半全てに出演している。

### 進行・実況
全てNHKアナウンサー。平野の工程を逐一説明したり、奔放な平野の言動に対して「レミさんは特殊な訓練を積んでおります」などとアナウンスしたり、自著などを宣伝しようとする平野に「（公共放送で）商品紹介はおやめください」とたしなめる役回り。第7弾 - 第13弾にかけて永らく松田が担当していたが、松田の松山局異動を機に、その後は放送当時のきょうの料理（東京発）の進行アナウンサーが担当している。
- 中谷文彦
- 佐藤俊吉
- 塩田慎二
- 松田利仁亜
- 原大策
- 安藤佳祐

## 放送リスト
| 放送リスト 1～10回 | 放送リスト 1～10回                   | 放送リスト 1～10回 | 放送リスト 1～10回           | 放送リスト 1～10回                     | 放送リスト 1～10回 |
| 回                 | 副題                                 | 放送日             | 時間                         | !ゲスト                                | 進行               |
| ------------------ | ------------------------------------ | ------------------ | ---------------------------- | -------------------------------------- | ------------------ |
| 1                  | おせち家族に福きたる！               | 2015年12月29日     | 8:00-9:30（90分）            | 虻川美穂子、清水富美加                 | 中谷文彦           |
| 2                  | お弁当家族に福きたる！               | 2016年5月2日       | 8:15-9:00（45分）            | 虻川美穂子、小芝風花                   | 中谷文彦           |
| 3                  | パーティー家族に福きたる！           | 2016年12月23日     | 9:05-9:59（54分）            | 虻川美穂子、杉咲花                     | 中谷文彦           |
| 4                  | 夏バテ予防！スタミナ家族に福きたる！ | 2017年7月17日      | 8:15-9:00、9:05-9:29（70分） | 船越英一郎、井森美幸、相楽樹           |                    |
| 5                  | ぽかぽか家族に福きたる！             | 2018年1月8日       | 8:15-9:24（69分）            | 吉田羊、鈴木福                         | 佐藤俊吉           |
| 6                  | もてなし家族に福きたる！             | 2018年7月16日      | 8:15-9:24（69分）            | 吉田羊、中村雅俊、小芝風花             | 塩田慎二           |
| 7                  | パワフル家族に福きたる               | 2019年1月14日      | 8:15-9:24（69分）            | 吉田羊、大谷亮平、鈴木福               | 松田利仁亜         |
| 8                  | 2020初春                             | 2020年1月13日      | 8:15-9:24（69分）            | 博多華丸（博多華丸・大吉）、岸井ゆきの | 松田利仁亜         |
| 9                  | 2020秋                               | 2020年9月21日      | 8:15-9:24（69分）            | 阿川佐和子、鈴木福                     | 松田利仁亜         |
| 10                 | 2021早春                             | 2021年2月23日      | 8:15-9:24（69分）            | 森山良子                               | 松田利仁亜         |

| 放送リスト 11回～ | 放送リスト 11回～              | 放送リスト 11回～ | 放送リスト 11回～   | 放送リスト 11回～                | 放送リスト 11回～ | 放送リスト 11回～ | 放送リスト 11回～ |
| 回                | 副題                           | 放送日            | 時間                | ゲスト                           | 進行              | 品数              |                   |
| ----------------- | ------------------------------ | ----------------- | ------------------- | -------------------------------- | ----------------- | ----------------- | ----------------- |
| 11                | 2021初秋                       | 2021年9月23日     | 8:15-9:24（69分）   | 大竹しのぶ                       | 松田利仁亜        |                   |                   |
| 12                | 2022初春                       | 2022年1月10日     | 8:15-9:24（69分）   | 清水ミチコ                       | 松田利仁亜        |                   |                   |
| 13                | もうすぐ夏休みスペシャル       | 2022年7月18日     | 19:30-20:52（82分） | 三谷幸喜、阿佐ヶ谷姉妹、田牧そら | 松田利仁亜        |                   |                   |
| 14                | 2022秋                         | 2022年11月23日    | 8:15-9:24（69分）   | 坂東彌十郎、横澤夏子             | 原大策            | 12+1              |                   |
| 15                | 2023早春                       | 2023年2月23日     | 8:15-9:25（70分）   | 北川景子                         | 原大策            | 12                |                   |
| 16                | 2023秋の行楽シーズンスペシャル | 2023年9月18日     | 19:30-20:52（82分） | 浜辺美波、三谷幸喜、ヒコロヒー   | 安藤佳祐          | 15                |                   |
| 17                | 2024早春                       | 2024年2月12日     | 8:15-9:24（69分）   | 田中麗奈                         | 安藤佳祐          | 16+1              |                   |
| 18                | 2024夏                         | 2024年7月15日     | 8:15-9:24（69分）   | 澤穂希、吉田沙保里               | 安藤佳祐          | 13                |                   |
| 19                | 2024秋                         | 2024年10月14日    | 8:15-9:10（55分）   | 前園真聖、みりちゃむ             | 安藤佳祐          | 11                |                   |

## スタッフ
- プロデューサー：伊槻雅裕
- ディレクター：遠藤秀一郎
- 制作：千代田ラフト